# Факултет по дентална медицина (Медицински университет – София)
Факултетът по дентална медицина на Медицинския университет в София провежда обучение по дентална медицина и лицево-челюстна хирургия.

## Деканат
- декан: проф. д-р Бойко Бонев, дм
- заместник-декан по международна интеграция, проектна дейност и СДО: проф. д-р Мария Денчева, дм, дмн
- заместник-декан по учебната дейност: доц. д-р Мирела Маринова-Такорова, дм
- заместник-декан по научно-изследователска дейност и акредитация: доц. д-р Надежда Митова, дм

## История
Още със създаването на професионално-съсловната организация на зъболекарите в България – Българския Зъболекарски Съюз /БЗС/ възниква идея за създаване на висше училище по стоматология.
През 1921 г. на заседание при министъра на народното просвещение се взема решение зъболекарското образование да се получава в Медицинския факултет, в катедра по одонтология, срокът на обучение да е 4 години, теоретичната подготовка да се извършва заедно със студентите по медицина и успешно завършилите да се дипломират със звание „доктор по зъболекарство“.
Това решение се реализира едва 20 години по-късно с указ №32 на цар Борис III за промяна на Закона за народното просвещение. Така към Медицинския факултет на СУ през учебната 1941-1942 година и се създава Зъболекарски отдел (дореф. правопис: Зѫболѣкарски отдѣлъ) с три нови катедри към Медицински факултет: Консервативно зъболечение (Консервативно зѫжболѣчение), Оперативно зъболечение с ортодонтия (Оперативно зѫболѣчение съ ортоденция) и Зъботехника (Зѫботехника). Целта на това действие, както отбелязва и проректорът на СУ д-р Ангелов през 1942 г., е да се осигурят необходимите за страната и армията през войната зъболекари . Пръв ръководител на отдела е немският възпитаник проф. д-р Славчо Давидов.
През 1950 г. с Указ № 542 на Народното събрание, Зъболекарският отдел при Медицинска Академия – София се преобразува в Стоматологичен, за да се подчертае подобреното и увеличено медицинско обучение на студентите. Само една година по-късно – през 1951 г. Стоматологичният отдел прераства в самостоятелен Стоматологичен факултет.
От 2007 г. Стоматологичен факултет – София се преименува на Факултет по дентална медицина.

## Катедри

### Катедра по консервативно зъболечение и ендодонтия
Катедрата по консервативно зъболечение води началото си от 1942 г. със създаването на Зъболекарския отдел като една от първите три катедри (основана като Катедра по консервативно зѫжболѣчение). През 1946 г. се разкрива вече същинската Катедра по консервативно зъболечение, чийто пръв ръководител става проф. Свраков. По късно става част от Катедрата по терапевтична стоматология до разделянето ѝ през 1998 г.
Обучението на студентите в Катедрата по консервативно зъболечение е от V до X семестър. Извършва се на два етапа. Първият етап – от V до VI семестър – представлява фантомен курс по оперативно зъболечение и ендодонтия, в който студентите придобиват теоретични и практически знания.
През втория етап – от VII до X семестър – обучението на студентите включва клинична работа върху пациенти за диагностика, лечение и профилактика на некариозните и кариозни заболявания на твърдите зъбни структури, както и техните усложнения.

### Катедра по протетична дентална медицина
След откриването на Зъболекарския отдел към Медицинския факултет се създава Катедра по зъботехника (Зѫжботехника), която е открита през юни 1943 г. със завеждащ доц. д-р Георги Стилянов. През 1950 г. Зъболекарският отдел се преименува на Стоматологически отдел, а през 1951 г. прераства в Стоматологичен факултет и Катедрата зъбопротезиране се преименува на Катедра по ортопедична стоматология. Първите назначени асистенти в катедрата са д-р Михаил Балабанов и д-р Боян Боянов.
В катедрата работят 34 преподаватели на постоянен трудов договор. От тях 6 са хабилитирани лица – 1 професор и 5 доценти и 28 нехабилитирани лица – 20 главни асистенти и 8 асистенти.

### Катедра по орална и лицево-челюстна хирургия
Обучението по орална и лицево-челюстна хирургия цели усвояване на методите на изследване, диагностика и лечение на хирургичните заболявания на зъбите, устната кухина и лицево-челюстната област. Катедрата също води началото си от създаването на Зъболекарския отдел, първоначално е наречена Катедра по оперативно зъболечение и е обща с тази по ортодонтия.
Основоположник на организираното лечение и преподаване по лицево-челюстна хирургия, а впоследствие и на стоматологичното образование в България, е проф. д-р Славчо Давидов. През далечната 1930 г. като асистент в Лайпциг, след завършване на стоматология (1928) и медицина (1935) в Германия, той защитава докторантура. През 1940 г. оглавява отделение по Одонтостоматология и ЛЧХ при университетската хирургична клиника при МФ на СУ – известна като Втора хирургия, ръководена по това време от проф. д-р Станишев.
През 1942 г. с царски указ се учредява зъболекарския отдел към МФ на СУ. Първата катедра в него е Оперативно зъболечение с ортодонтия с ръководител доц. Давидов, който през 1946 г. е избран за първия редовен професор. През 1951 г. зъболекарския отдел при МФ прераства в Стоматологичен факултет. До 1970 г., когато излиза в пенсия, проф. Давидов е ръководител на катедрата по СЛЧХ, след това – консултант в нея до смъртта си през 1981 г.
Един от първите сътрудници на проф. д-р Давидов е д-р Делчо Настев – завършил в Германия. През 1948 г. той се хабилитира като доцент и от 1951 г. оглавява секцията по Хирургична стоматология при НИСИ до 1954 г. От 1958 г. вече професор, оглавява катедрата по ЛЧХ в Берлин, където работи до пенсионирането си през 1973 г.
През 1975 г. Стоматологичен факултет, респ. катедрата по Стоматологична и лицево-челюстна хирургия, са базирани в новата сграда на бул. „Георги Софийски“ №1.

### Катедра по детска дентална медицина
Цел на обучението по детска дентална медицина е да бъдат подготвени високо квалифицирани специалисти по дентална медицина, способни самостоятелно и компетентно да решават теоретични и практически задачи в областта на детската дентална медицина.
 В създадената през 1942 г. Катедра по оперативно зъболечения и одонтология към МФ на СУ проф. Динко Странски за първи път въвежда профилираното преподаване по детска стоматология от 1947 г.
След като е създаден Стоматологичният факултет, се усъвършенства учебният план и програма по детска стоматология и се придават формата и съдържанието на самостоятелна дисциплина, което довежда и до създаването на Катедра по детска стоматология през 1962 г., чийто пръв ръководител е проф. Странски. През 1973 г. е създадена и специалност Детска стоматология.

### Катедра по ортодонтия
Цел на обучението по ортодонтия е изработване на знания и умения на общопрактикуващия дентален лекар за провеждане на първична и вторична профилактика на зъбно-челюстните деформации, усвояване на основните биометрични и рентгенологични методи за диагностиката им, подготовка за поставяне на клинична диагноза.
Първата публикация относно проблемите на ортодонтията в България е през 1938 г. на д-р Жечо Коев в сп. „Зъболекарски преглед“. През 1942 г. е създадена Катедрата по оперативно зъболечение и ортодонтия (ортоденция), където ортодонтията е отделена в своя секция и е самостоятелен предмет, по който се държи изпит. Преподавател и ръководител е проф. Давидов. От 1952 г. ортодонтията е оделение към Катедрата по ортопедична стоматология. Едва през 1991 г. е създадена отделна Катедра по ортодонтия.

### Катедра по образна и орална диагностика
Катедрата по образна и орална диагностика включва в себе си секторите по „Образна диагностика“ и „Орална диагностика“. Секторът по „Орална диагностика“ интегрира подсектори по „Дентална клинична алергология“, „Орална патология“ и „Микробиология“.
Катедрата води началото си от 1976 г., когато е създаден Рентгенологичният отдел на СФ. През април 1999 г. катедрата е оформена в сегашния ѝ вид.

### Катедра по пародонтология
Основните цели на обучението по пародонтология са насочени към превенция, диагностика, лечение и контрол на пародонталните заболявания и заболяванията на оралната лигавица.
Катедра по пародонтология и заболявания на оралната лигавица към Стоматологичен факултет – София е създадена през 1998 г., но преподаване по тази дисциплина се води от създаването на СФ през 1950 г. Самостоятелното преподаване по пародонтология и ЗОЛ в Стоматологичен факултет – София започва от 1996 г. в рамките на учебния план и програма на катедрата по Терапевтична стоматология.
През 1998 г. става разделяне на катедрата по Терапевтична стоматология на Катедра по пародонтология и заболявания на оралната лигавица и катедра по Консервативно зъболечение, всяка от които със самостоятелен учебен план и учебна програма.

### Катедра по обществено дентално здраве
Целта на обучение в катедрата е подготовка на бъдещите лекари по ДМ за ефективно изпълнение на социалната им роля, профилактиката и лечението на заболяванията на устната кухина в максимално съответствие с натрупаните клинични знания и обществените очаквания. Катедрата води началото си от методична секция. Създадена е през 1991 г. с постановление на МС №197.

## Прием
Съотношението жени:мъже е 1:1 (60 мъже и 60 жени). Приемът се осъществява по първа желана специалност в низходящ ред на бала до запълване на местата.

### Кандидат-студенстки изпити[13]
Включват изпит по биология и изпит по химия.
В резултат на новия закон за предучилищното и училищното образование в сила 01.08.2016 г. през 2022 завършва първият випуск по новата учебна програма, което води и до промяна на изпитния формат от 2022 г. 
В изпитната програма се включва материал от 8, 9, 10 клас и от учебниците за профилираната подготовка за 11 и 12 клас.
Времетраенето на изпитите по биология и химия за прием по специалностите Медицина, Дентална медицина и Фармация, е 2 астрономически часа.
Кандидат-студентският изпит по биология е писмен, а изпитните задачи са три типа: 
1. Тестови въпроси с множествен избор с един верен отговор.
2. Въпроси, които изискват кратък отворен отговор; те ще бъдат прецизно дефинирани така, че отговорът да е максимално кратък и еднозначен (една дума, няколко думи или едно изречение).
3. Въпроси, които изискват разширен отговор;  ако отговорът изисква схематично представяне на биологични структури и процеси, трябва да се използват общоприети символи и да се  въведат необходимите означения.

В деня на изпита се изтеглят на случаен принцип една комбинация, съдържаща: 
- 15 тестови въпроса;
- 15 въпроса с кратък отворен отговор;
- три въпроса, които изискват разширен отговор.

Въпросите биват подбрани така, че пълни отговори на всички изпитни задачи да могат да се дадат в рамките на два астрономически часа. 
Кандидат-студентският изпит по химия е писмен и  обхваща материал, изучаван в гимназиите и отразен в Програмата за кандидат-студентите. Той сe състои от три елемента: 
- тест, включващ 20 въпроса с избираем отговор и 4 въпроса с отворен отговор;
- една логическа задача, включваща материал от обща и неорганична химия и
- една логическа задача, включваща материал от органична химия.

В деня на изпита се изтегля на случаен принцип изпитен вариант. Тестовите въпроси от отворен тип изискват кратък и точен отговор, подкрепен със съответните химически формули и реакции. Решенията на логическите задачи се представят с изравнени химични уравнения, химични наименования, специфично оцветяване, вид на процеса, електронни баланси, а условията на реакциите се отбелязват над стрелка.

### Стар формат на кандидат-студентския изпит
Изпитът по биология представлява развиване на 4 теми, изтеглени лотарийно от учебниците за 8, 9 и 10 клас, обявени в конспекта. На изпита се пада по една тема от 8 клас, една тема от 10 клас и две теми от 9 клас. Всяка тема се оценява от 2 проверители – асистент по медицинска биология и гимназиален учител, като оценката от изпита е средна аритметична на оценките от 6-те теми. При разлика на оценките на двамата проверители по-голяма от 0,5 работата се проверява от арбитър, чиято оценка е окончателна. Арбитърът е хабилитирано лице по медицинска биология с докторска степен.
Изпитът по химия се състои от 4 логически задачи, включени в сборника със задачи по химия за кандидат-студенти, издаден от МУ. Задачите се изтеглят лотарийно, като има комбинации, пречещи да се паднат задачи от един и същи тип. Падат се 2 задачи от органична химия и 2 от неорганична. Отделно изпитът включва и от теоретична част – писмена разработка по тема. Общо темите са 25 и са посочени точно в конспекта. Тежестта на всички задачи и темата е еднаква (80% за задачи и 20% за тема, всяка задача – по 20%). Аналогично на изпита по биология всяка задача и темата се оценяват поотделно от двама проверители. Ако разликата е по-голяма от 0,50 работата се проверява от арбитър, чиято оценка е окончателна. Продължителността и на двата изпита е по 5 часа.

### Бал[14]
До 2022 година балообразуването е по формулата: оценка химия (диплома) + оценка биология (диплома) + 2 x химия (изпит) + 2 x биология (изпит) = макс. бал 36.
От КСК 2022 година в балообразуването се включва оценката от Държавния зрелостен изпит по Български език и литераутра. Новият бал за класиране се получава по формулата: оценка от ДЗИ БЕЛ + 3 х биология (изпит) + 3 х химия (изпит) = макс. бал 42. Класирането се извършва по низходящ ред на бала според реда на желанията. Броят места е 1:1 мъже:жени.